# Fregaty typu Concorde
Concorde – typ fregat zbudowanych dla królewskiej marynarki wojennej we Francji w XVIII wieku.
W latach 1777–1778 zbudowano trzy jednostki: „Concorde”, „Courageuse” i „Hermione”. Uczestniczyły one w latach 1778–1779 w Wojnie o niepodległość Stanów Zjednoczonych, a następnie w wojnach rewolucji francuskiej.
„Concorde” w 1783 roku została przechwycona przez Royal Navy i służyła we flocie brytyjskiej jako HMS „Concorde”. Podobny los spotkał w 1799 roku „Courageuse” (następnie HMS „Courageuse”). Trzecia z fregat, „Hermione”, zatonęła w 1793 roku wskutek trudnych warunków pogodowych i błędu pilota.
W latach 1997–2014 zrekonstruowano jeden z okrętów – „Hermione”.